# Wa-105
Wa-105 — тральщик Імперського флоту Японії, який взяв участь у Другій світовій війні.
Корабель відносився до нідерландських тральщиків типу DEFG, будівництво яких велось у Нідерландській Ост-Індії. Його заклали як «Grissee» на яванській верфі Droogdok Mij Tandjong Priok, а 2 березня 1942-го спробували знищити недобудованим, оскільки 1 березня на заході та сході Яви висадились японські десанти.
Японці організували ремонт та добудову корабля і 31 серпня 1943-го ввели його до складу флоту як допоміжний тральник Wa-105. Корабель первісно включили до 21-ї спеціальної військово-морської бази, а з 1 жовтня 1943-го перевели до 23-ї спеціальної військово-морської бази (обидві ці частини відносились до Другого Південного Експедиційного флоту, що відповідав за контроль над окупованими територіями Індонезії). 
З вересня 1943-го Wa-105 ніс патрульно-екортну службу, під час якої відвідував Сурабаю (тут на сході острова Ява знаходилась штаб-квартира 21-ї бази), Батавію (наразі Джакарта), Амбон (південна частина Молуккського архіпелагу), затоку Кау (острів Хальмахера в північній частині Молуккського архіпелагу). 
На початку 1944-го Wa-105 здійснив ескортування двох конвоїв, що пройшли по круговому маршруту між Кау та новогвінейською базою Манокварі (північно-східне завершення півострова Чендравасіх) – з 7 по 14 січня та з 3 по 10 лютого. 3 березня Wa-105 прибув до Сармі (так само північне узбережжя Нової Гвінеї, за сотню кілометрів на захід від Джаяпури), а 8 – 10 березня прослідував звідси до Манокварі. 30 березня після потоплення транспорту «Фуджикава-Мару», що слідував до Манокварі, Wa-105 здійснив безрезультатний протичовновий пошук, а 3–5 квітня взяв участь у проведенні конвою з Манокварі до затоки Кау. 15 – 26 червня 1944-го тральник здійснив круговий рейс з конвоєм між Кау та Соронгом (північно-західне завершення півострова Чендравасіх).
З 1 липня 1944-го Wa-105 належав вже до 26-ї спеціальної військово-морської бази (штав в затоці Кау) зі складу Четвертого Південного Експедиційного флоту (створений наприкінці 1943-го шляхом виділення з Другого Південного експедиційного та відповідав за контроль над сходом Нідерландської Ост-Індії).
В другій половині липня 1944-го корабель прибув до Сурабаї, де до кінця серпня проходив черговий ремонт. На момент його завершення японці вже відмовились від активної конвойної діяльності на сході Нідерландської Ост-Індії, тому Wa-105 продовжив службу із базуванням на Сурабаю.
25 травня 1945-го в Яванському морі біля північного узбережжя Яви Wa-105 був торпедований та потоплений британським підводним човном HMS Trenchant.